# 慶安君
慶安君（韓語：경안군，1644年—1665年10月26日（九月十八）），諱李檜（韓語：이회），朝鮮王朝時代王族成員。

## 生平
李檜是昭顯世子李𣳫的第三子、仁祖李倧嫡孫，愍懷嬪姜氏所生，幼名李石堅（韓語：이석견），有同母兄姐慶善君李栢、慶淑郡主、慶完君李石磷、慶寧郡主、慶順郡主李正溫。
仁祖二十四年（1646年）發生姜嬪之獄（韓語：강빈지옥），李石堅的母親愍懷嬪遭賜死，而李石鐵、李石磷、李石堅三兄弟就在次年（1647年）發配到在濟州。
孝宗十年（1656年），孝宗恢復他的身份，封為慶安君，賜名李檜，至顯宗六年（1665年）去世。
慶安君的孫子密豐君李坦曾在英祖四年（1728年）被少論派人李麟佐、鄭希亮奉為朝鮮國王，是為李麟佐之亂，但僅四日就以失敗告終。

## 家族關係
- 父親：昭顯世子李𣳫
- 母親：愍懷嬪姜氏
- 正室：盆城郡夫人許氏[6]
  - 長子：臨昌君李焜（韓語：임창군 이혼）
  - 次子：臨城君李熀（韓語：임성군 이엽），出繼兄長慶善君後

## 附註
1. ↑  《孝宗實錄》8卷·三年正月十五條
2. ↑  《仁祖實錄》48卷·二十五年五月十三條
3. ↑  《孝宗實錄》21卷·十年閏三月初四條
4. ↑  《顯宗實錄》11卷·六年九月十八條
5. ↑  《英祖實錄》16卷·四年三月二十條
6. ↑  《臨昌君墓志》